# 즐거운학교
즐거운학교는 테크빌교육이 설립한 자회사로 다양한 에듀테크 기업과의 협업을 통해 최적의 학습 경로를 제공하고 학생과 부모, 교사 모두가 신뢰할 수 있는 교육 플랫폼을 제공합니다. 급변하는 사회에서 새롭게 생성되는 문제들을 창의적으로 해결할 수 있는 창의적인 교육 커리큘럼을 개발해 미래 인재를 양성합니다. 학생들이 자기 주도적으로 자신의 생각을 논리적으로 말할 수 있는 STEAM 교육을 제공합니다. 교과 연계 융합 프로그램으로 학생들의 문제 해결력을 향상 시키고 창의, 성장, 협력, 공유의 가치를 만들어 갑니다. 학년, 차시, 교육 유형별로 맞춤형 교육 프로그램을 제공하며 교실 환경, 시설, 예산 등을 고려해 커리큘럼을 구성하고 최신 교육 동향과 효과적인 교육 방법을 반영한 콘텐츠를 제공합니다.
주요 서비스로는 공교육 지원 에듀테크 플랫폼 '체인지더클래스(체더스)'와 방과학학교, 늘봄학교, 위탁교육 등이 있습니다.